# تشارلي بيرس (رجل عصابة)
تشارلي بيرس (بالإنجليزية: Charley Pierce)‏ هو رجل عصابة أمريكي، ولد في 1866 في ميزوري في الولايات المتحدة، وتوفي في 2 مايو 1895 في باوني في الولايات المتحدة بسبب إصابة بعيار ناري.